# Marco Barrero
Marco Antonio Barrero Jordán (ur. 26 stycznia 1962 w Santa Cruz de la Sierra) – boliwijski piłkarz grający na pozycji bramkarza. Wraz z Club Bolívar 3-krotny mistrz kraju w latach 1988,1991 oraz 1992. Uczestnik turniejów Copa America 1987, 1989 i 1991.